# Kay Medford
Kay Medford (født Margaret Kathleen Regan; 14. september 1919 i New York City, død 10. april 1980) var en amerikansk karakterskuespiller og komiker.

## Opvækst
Medford blev født som datter af James og Mary Regan. Hendes forældre døde, da hun var teenager. Kunstner navn var "Kay Medford," og hun begyndte skuespillerkarrieren efter at hun blev student fra high school.

## Karriere
Hun spillede Mama i musicalen Bye Bye Birdie på Broadway og fik god kritik for rollen. I filmatiseringen var det imidlertid Maureen Stapleton som fik rollen. Medford optrådte også i rock'n'roll-filmen Jamboree (1957). Broadway-debuten kom i 1951 med musicalen Når guldfeberen raser.
Hun spillede senere i musicals som Carousel og Funny Girl. I Funny Girl spillede hun moren til Fanny Brice (spillet af Barbra Streisand) og blev nomineret til Tony Award for bedste kvindelige birolle i en musical. Medford gentog denne rolle i filmatiseringen fra 1968 og blev nomineret til en Oscar for bedste kvindelige birolle også for denne skildring. Men prisen gik til Ruth Gordon for gyserfilmen Rosemary's Baby.

## Død
Kay Medford blev aldrig gift. Hun døde af livmoderhalskræft i New York i 1980, 60 år gammel.